# Повір'я
Пові́р'я — переважно короткі вислови, які енциклопедично охоплюють життя, передають уявлення народу про природу, її явища, про людину та її діяльність на основі стихійно-матеріалістичного світогляду з елементами міфологічного мислення, віри, табу і передбачення. Традиційні повір'я стосуються таких аспектів природи й життя людини, як земля, космічні світила, вогонь, блискавка, предмети хатнього вжитку тощо. Вони як правило засновані на містиці, що вважається присутньою у навколишньому світі й впливає на долю людини. Повір'я є своєрідним переконанням щодо когось або чогось, яке сприймається беззаперечно і передається з покоління в покоління — за традицією. Найчастіше це стосується тих явищ і предметів, що виходять за рамки звичайного життя, викликаючи враження загадковості й таємничості. Повір'я часом умовно поділяються на два типи — ті, що описують прикмети й умови щастя, і ті, що описують неприємності чи горе.
Відомі українські повір'я: «зірки — це душі людські, скільки зірок в небі, стільки людей живе на землі, як падає зірка — то помирає якась людина», «Чумацький Шлях вказує птахам дорогу до вирію».
Прикладами сучасних повір'їв є: «рік собачого життя дорівнює двадцяти рокам людського», «хамелеони змінюють забарвлення задля маскування», «Еверест — найвища гора на Землі», «вживання цукру робить дітей гіперактивними», «вікінги носили рогаті шоломи», «люди використовують свій мозок лише на 10 %», «нігті продовжують рости після смерті», «поліція приймає заяву про зникнення людини лише через добу», «венозна кров синя», «биків дратує червоний колір».